# Sumiak
Sumiak – wieś w Polsce położona w województwie zachodniopomorskim, w powiecie myśliborskim, w gminie Nowogródek Pomorski.
W 2002 r. wieś miała 43 mieszkańców.
W roku 2011 liczba mieszkańców wsi wzrosła do 94 osób.
W latach 1975–1998 miejscowość administracyjnie należała do województwa gorzowskiego.
Niewielka osada położona 1 km na północny wschód od Nowogródka Pomorskiego. We wsi szachulcowy dwór z XIX w. i park krajobrazowy o powierzchni 1,5 ha.